# Aurora Quattrocchi
Aurora Quattrocchi (Palermo, 18 marzo 1943) è un'attrice italiana.

## Biografia
Nasce a Mattuglie in Istria da genitori palermitani; cresce, infatti, nel capoluogo siciliano dove debutta in teatro nel 1974 con Attore con la O chiusa di e con Franco Scaldati. Lungo tutta la propria carriera teatrale affianca - tra gli altri - personalità quali Luigi Maria Burruano, Giacomo Civiletti, Massimo Verdastro, John Turturro, Moni Ovadia e Roberto Andò. Il suo percorso artistico la porta a solcare prestigiosi palcoscenici nazionali, come il Teatro Carignano di Torino, il Piccolo Teatro e il Teatro dell'Elfo di Milano, il Teatro Argentina di Roma ed i Teatri San Ferdinando e Mercadante di Napoli.
Molto attiva poi tanto sul grande quanto sul piccolo schermo, esordisce al cinema nel 1989 col film Mery per sempre di Marco Risi. Successivamente prende parte a parecchie altre opere cinematografiche, tra le quali Malèna di Giuseppe Tornatore, I cento passi di Marco Tullio Giordana, Nuovomondo di Emanuele Crialese, Anime nere di Francesco Munzi, La stranezza di Roberto Andò e Nostalgia di Mario Martone; film, quest'ultimo, per il quale riceve la candidatura sia al Nastro d'argento che al David di Donatello come miglior attrice non protagonista. Nel 2025 ha ricevuto il Pardo per la miglior interpretazione femminile nella sezione Cineasti del presente al 78º Locarno Film Festival per il film Gioia mia.
Il pubblico televisivo nazionale la ricorda principalmente per il film La vita rubata e le serie La mafia uccide solo d'estate e Fratelli Caputo. Più recentemente partecipa anche ad alcune produzioni di respiro internazionale quali Trust, The Bad Guy e The White Lotus.
Nel dicembre del 2022 le viene dedicata una statuina nel "presepe favoloso", opera monumentale permanente ubicata nella basilica di Santa Maria della Sanità di Napoli, accanto ad altre statuine dedicate ad illustri rappresentanti del teatro e della cultura italiana.

## Teatro
- Attore con la O chiusa, testo e regia di Franco Scaldati (1974)
- Soirée, testo e regia di Salvo Licata (1975)
- La coltellata, testo e regia di Luigi Maria Burruano (1976)
- Il trionfo di Rosalia, testo e regia di Salvo Licata (1977)
- Sangue e latte, testo e regia di Luigi Maria Burruano (1977)
- A la mia Palermo, testo e regia di Luigi Maria Burruano (1978)
- Manu mancusa, testo e regia di Franco Scaldati (1978)
- Palermo oh cara, testo e regia di Luigi Maria Burruano (1979)
- Cagliostro dei buffoni, testo e regia di Salvo Licata (1979)
- Erbabianca, testo e regia di Luigi Maria Burruano (1981)
- Compagnia teatrale di Giorgio Li Bassi (1981-1984)
- Scusi, permesso, c'è nessuno?, testo e regia di Paride Benassai (1984)
- Laude per la Natività, testo e regia di Antonio Marsala (1986)
- Tippete tappeto e un biscotto, testo e regia di Andrea Costa (1987)
- Compagnia teatrale di Giacomo Civiletti (1989-1996)
- Il mare negli occhi, testo e regia di Giovanni Alamia (1997)
- Ossa: la montagna è scrignola, testo di Beatrice Monroy, regia di Walter Manfrè (1998)
- A las barricadas, testo di Fulvio Abbate, regia di Franco Però (1999)
- Teatro Madre, testo di Nino Gennaro, regia di Massimo Verdastro (2000)
- La terra desolata, testo di T. S. Eliot, regia di Claudio Collovà (2003)
- Piazzetta Crociferi alla Noce, testo di Irene Abbate, regia di Giuseppe La Licata (2004)
- Cagliostro, testo di Salvo Licata, regia di Claudio Collovà (2006)
- La fame, testo di Salvo Licata, regia di Alfio Scuderi (2006)
- La baronessa di Carini - Il musical, regia di Gianluca Terranova (2006)
- La solitudine delle geometrie, testo di Harold Pinter, regia di Patrizia D'Antona (2007)
- Fiabe italiane (Italian Folktales), testo di Italo Calvino, regia di John Turturro (2010)
- Ecuba & Company, testo di Lina Prosa, regia di Massimo Verdastro (2012)
- Fiabe siciliane, testo di Giuseppe Pitrè, regia di Giovanni Lo Monaco (2017)
- Kelly Cetriolina, testo e regia di Giovanni Lo Monaco (2018)
- Antigone Power, testo e regia di Giuseppe Massa (2018)
- Liolà da Luigi Pirandello, adattamento e regia di Moni Ovadia (2018)
- Inedito Scaldati, testo di Franco Scaldati, regia di Livia Gionfrida (2020)
- Pinocchio, testo di Franco Scaldati, regia di Livia Gionfrida (2021)
- Ferito a morte, testo di Raffaele La Capria, regia di Roberto Andò (2022)
- Il trionfo di Rosalia, testo di Salvo Licata, regia di Salvo Piparo (2023)
- Medea Tekna, testo di Ubah Cristina Ali Farah e Giuseppe Massa, regia di "Massa family" (2023)
- Medea da Euripide, adattamento e regia di Marco Savatteri (2023)
- Rusulia Superstar, testo e regia di Giuseppe Massa (2024)

## Filmografia

### Cinema
- Mery per sempre, regia di Marco Risi (1989)
- Ragazzi fuori, regia di Marco Risi (1990)
- La ribelle, regia di Aurelio Grimaldi (1993)
- L'uomo delle stelle, regia di Giuseppe Tornatore (1995)
- I cento passi, regia di Marco Tullio Giordana (2000)
- Malèna, regia di Giuseppe Tornatore (2000)
- Il consiglio d'Egitto, regia di Emidio Greco (2002)
- Un día de suerte, regia di Sandra Gugliotta (2002)
- Nati stanchi, regia di Dominick Tambasco (2002)
- Segreti di Stato, regia di Paolo Benvenuti (2003) - canto
- Nuovomondo, regia di Emanuele Crialese (2006)
- Sanguepazzo, regia di Marco Tullio Giordana (2008)
- La fidanzata di papà, regia di Enrico Oldoini (2008)
- Palermo Shooting, regia di Wim Wenders (2008)
- Viola di mare, regia di Donatella Maiorca (2009)
- L'imbroglio nel lenzuolo, regia di Alfonso Arau (2010)
- A sud di New York, regia di Elena Bonelli (2010)
- Scossa, regia di Carlo Lizzani, episodio Speranza (2011)
- È stato il figlio, regia di Daniele Ciprì (2012)
- Amiche da morire, regia di Giorgia Farina (2013)
- La moglie del sarto, regia di Massimo Scaglione (2014)
- Anime nere, regia di Francesco Munzi (2014)
- Fuori dal coro, regia di Sergio Misuraca (2015)
- I calcianti, regia di Stefano Lorenzi (2015)
- Sette giorni, regia di Rolando Colla (2016)
- In guerra per amore, regia di Pierfrancesco Diliberto (2016)
- Tutto quello che vuoi, regia di Francesco Bruni (2017)
- Cetto c'è, senzadubbiamente, regia di Giulio Manfredonia (2019)
- Cruel Peter, regia di Christian Bisceglia e Ascanio Malgarini (2019)
- Nostalgia, regia di Mario Martone (2022)
- L'immensità, regia di Emanuele Crialese (2022)
- La stranezza, regia di Roberto Andò (2022)
- Spaccaossa, regia di Vincenzo Pirrotta (2022)
- L'abbaglio, regia di Roberto Andò (2025)
- 'Memories of the future, regia di Vanessa Ly (2025)
- Gioia mia, regia di Margherita Spampinato (2025)

### Televisione
- Operazione Odissea, regia di Claudio Fragasso – film TV (1999)
- La vita rubata, regia di Graziano Diana – film TV (2008)
- Agrodolce – serie TV (2008-2009)
- Squadra antimafia – serie TV, 5 episodi (2010-2014)
- Il giovane Montalbano – serie TV, 1 episodio (2012)
- Paolo Borsellino I 57 giorni, regia di Alberto Negrin – film TV (2012)
- Il restauratore – serie TV, 2 episodi (2014)
- La mafia uccide solo d'estate – serie TV, 5 episodi (2016-2018)
- L'onore e il rispetto – serie TV, 3 episodi (2017)
- Furore – serie TV, 2 episodi (2018)
- Trust – serie TV, 1 episodio (2018)
- Prima che la notte, regia di Daniele Vicari – film TV (2018)
- Tutto il giorno davanti, regia di Luciano Manuzzi – film TV (2020)
- Doc - Nelle tue mani – serie TV, episodio 1x03 (2020)
- Fratelli Caputo – serie TV, 4 episodi (2020-2021)
- Tutta colpa della fata Morgana, regia di Matteo Oleotto – film TV (2021)
- The White Lotus – serie TV, 1 episodio 2x06 (2022)
- The Bad Guy – serie TV, episodio 1x02 (2022)
- Vanina - Un vicequestore a Catania – serie TV, episodio 1x02 (2024)

## Riconoscimenti
- Festival du Cinéma Européen en Essonne (France)
  - 2006 – Migliore interpretazione femminile per Nuovomondo
- Chlotrudis Awards
  - 2008 – Candidatura a miglior attrice non protagonista per Nuovomondo
- Efebo d'oro
  - 2014 – Targa speciale per Anime nere
- Mostra internazionale d'arte cinematografica
  - 2022 – Starlight International Cinema Award alla carriera
- Nastro d'argento
  - 2022 – Candidatura a miglior attrice non protagonista per Nostalgia
- Federazione italiana cinema d'Essai
  - 2022 – Premio FICE
- David di Donatello
  - 2023 – Candidatura a miglior attrice non protagonista per Nostalgia
- Locarno Film Festival
  - 2025 - Pardo per la miglior interpretazione femminile Cineasti del presente per Gioia mia